# Krew za krew (film)
Krew za krew – amerykański western z 2006 roku.

## Główne role
- Liam Neeson – Carver
- Pierce Brosnan – Gideon
- Michael Wincott – Hayes
- Ed Lauter – Parsons
- Tom Noonan – Minister Abraham
- Kevin J. O’Connor – Henry
- John Robinson – Kid
- Anjelica Huston – Madame Louise
- Angie Harmon – Rose
- Robert Baker – Pope
- Wes Studi – Charon

## Fabuła
Rok 1868. Wojna secesyjna skończyła się wiele lat temu. Ale nie dla Carvera, byłego pułkownika wojsk Konfederacji razem z grupą swoich ludzi ściga, byłego kapitana wojsk Unii Gideona, żeby go zabić. Obwinia go o tragedię w Seraphim Falls. Kapitan ranny w ramię zostawia po sobie krwawy ślad.